# Biodiversitat global

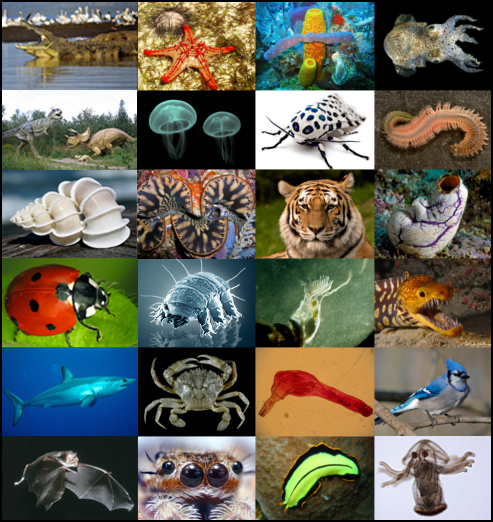
Exemples de biodiversitat en el planeta terra corresponent al regne dels animals.

La biodiversitat global és la mesura de la biodiversitat al planeta Terra, i es defineix com la variabilitat total de les formes de vida.
La biodiversitat mundial es veu afectada per l'extinció i l'especiació. La taxa d'extinció de fons, és a dir, la taxa d'extinció sense tenir en compte activitats humanes, varia molt entre els diferents tàxons. La biodiversitat ha crescut i s'ha reduït en el passat terrestre a causa de factors abiòtics com els esdeveniments d’extinció causats pels canvis geològics ràpids del clima. El canvi climàtic fa 299 milions d’anys va ser un d’aquests esdeveniments. Un refredament i assecat va provocar un catastròfic col·lapse de la selva tropical i, posteriorment, una gran pèrdua de diversitat, especialment dels amfibis.
Els canvis d’hàbitat són el motor més important que afecta actualment la biodiversitat. L'activitat humana hi té actualment un gran impacte, prop del 40% dels boscos i els hàbitats lliures de gel s'han convertit avui en dia en terres de cultiu o pastures. Altres factors importants són la sobreexplotació, la contaminació, les espècies invasores i el canvi climàtic.

## Nombre d'espècies
El nombre d'espècies que hi ha i hi ha hagut a la terra és actualment un tema de discussió entre científics. Es calcula que més del 99 per cent de totes les espècies que han viscut a la Terra estan actualment extingides. Les estimacions del nombre d'espècies actuals de la Terra oscil·len entre els 2 milions i 1 bilió, dels quals aproximadament 1.74 milions han estat tabulades en bases de dades i més del 80% no s'han ni descrit. A data de maig del 2016, científics van informar que s'estima que actualment hi ha prop d'1 bilió d'espècies d'éssers vius a la Terra i que només se n'ha descrit la mil·lèsima part d'un 1% d'aquestes. La quantitat total de parells de bases d'ADN a la Terra, com a possible aproximació de la biodiversitat global, s'estima en 5.0 x 1037 pesant prop de 50 000 milions de tones. En comparació, s'ha estimat que la massa total de la biosfera és de fins a 4 000 000 milions de tones.
En altres estudis relacionats, es creu que s'han descrit actualment al voltant d'1.9 milions d'espècies extintes, però alguns científics creuen que el 20% poden ser espècies sinònimes, reduint el total d'espècies descrites vàlides a 1.5 milions. El 2013, un estudi publicat a Science va estimar que hi havia entre 2 i 8 milions d’espècies existents actualment a la Terra. Un altre estudi, publicat el 2011, va estimar que hi havia 8.7 milions ± 1,3 milions d' espècies eucariotes a la Terra. S'han descrit unes 250 000 espècies fòssils vàlides, però es creu que és una petita proporció de totes les espècies que han viscut mai.

## Mesures de la biodiversitat
La biodiversitat sol representar-se com la riquesa d’una àrea geogràfica, amb alguna referència de l'escala temporal. Els tipus de biodiversitat inclouen la diversitat taxonòmica o d’espècies, ecològica, morfològica i genètica. La diversitat taxonòmica, és a dir, el nombre d'espècies, gèneres i famílies, és el tipus més avaluat. Alguns estudis han intentat aclarir quantitativament la relació entre els diferents tipus de diversitat. Per exemple, s'ha trobat un estret vincle entre la diversitat taxonòmica i ecològica dels vertebrats.

## Espècies conegudes

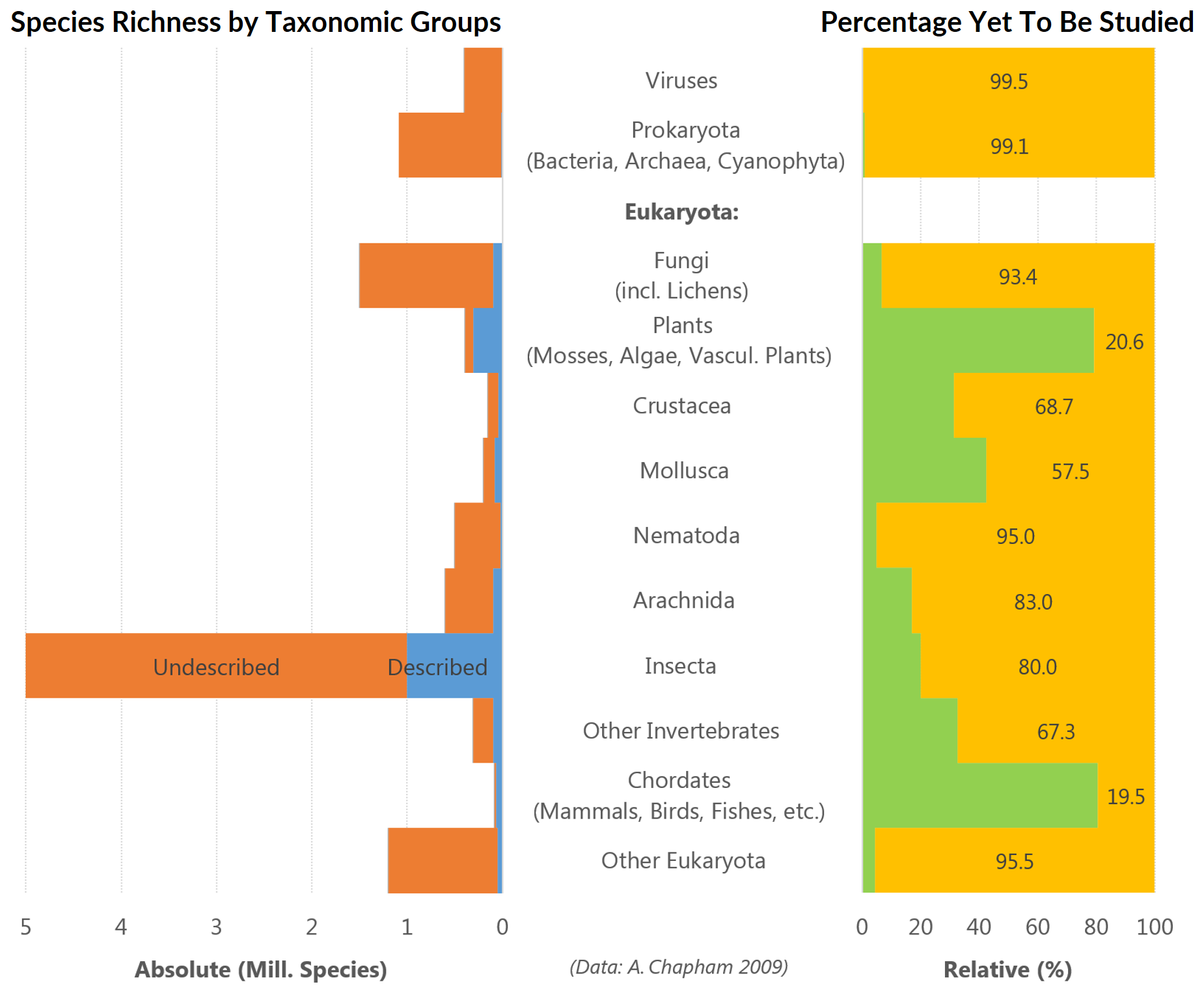
Distribució del nombre d'espècies descrites i no descrites organitzades segons els majors grups taxonòmics segons Chapman (2009). Nombre absolut d'espècies a l'esquerra, en taronja aproximació de les espècies no descrites, en blau espècies descrites a data de 2009. A la dret percentatge de les espècies, en verd aproximació de les espècies no descrites, en groc espècies descrites a data de 2009.

A data de 2009 s'ha intentat compilar el nombre d'espècies existents, basant-se en una sèrie de fonts publicades i no publicades, donant una xifra d'aproximadament 1.9 milions de tàxons descrits, extarapolant a possiblement un total d'entre 11 i 12 milions d'espècies descrites i no descrites, encara que altres valors reportats per a aquesta última varien molt àmpliament. És important tenir en compte que, en molts casos, els valors donats per a les espècies "Descrites" són només una estimació o una mitjana de xifres reportades a la literatura, ja que per a alguns dels grups més grans,no hi ha llistes completes de noms d'espècies vàlides. Per a les espècies fòssils, els números exactes o fins i tot aproximats són encara més difícils de trobar. Una publicació de 1986 inclou dades basades en una recopilació de 250.000 espècies fòssils, de manera que el nombre real ha de ser superior a aquest. També cal assenyalar que actualment el nombre d'espècies tabulades ha augmentat al voltant de 18.000-19.000 cada any per les espècies existents, i al voltant de 2.000 espècies cada any per les espècies fòssils. Cal tenir en compte també que el nombre de noms d'espècies és superior a el nombre d'espècies descrites, de vegades considerablement, degut a diferents publicacions, donant lloc en molts casos a múltiples sinònims per al mateix tàxon acceptat.
Segons l'informe de Chapman de 2009, el nombre estimat d'espècies existents descrites a partir del 2009 es pot desglossar de la següent manera:
| Tàxon                  | Tàxon                                                        | Tàxon                                                        | Nombre d'espècies descrites      | Nombre d'espècies estimades         |
| ---------------------- | ------------------------------------------------------------ | ------------------------------------------------------------ | -------------------------------- | ----------------------------------- |
| Chordates              | Chordates                                                    | Chordates                                                    | 64,788                           | ~80,500                             |
| ↳                      | Mamífers                                                     | Mamífers                                                     | 5,487                            | ~5,500                              |
| ↳                      | Ocells                                                       | Ocells                                                       | 9,990                            | >10,000                             |
| ↳                      | Rèptils                                                      | Rèptils                                                      | 8,734                            | ~10,000                             |
| ↳                      | Amphibia                                                     | Amphibia                                                     | 6,515                            | ~15,000                             |
| ↳                      | Peixos                                                       | Peixos                                                       | 31,153                           | ~40,000                             |
| ↳                      | Agnatha                                                      | Agnatha                                                      | 116                              | Desconegut                          |
| ↳                      | Cephalochordata                                              | Cephalochordata                                              | 33                               | Desconegut                          |
| ↳                      | Tunicata                                                     | Tunicata                                                     | 2,760                            | Desconegut                          |
| Invertebrats           | Invertebrats                                                 | Invertebrats                                                 | ~1,359,365                       | ~6,755,830                          |
| ↳                      | Hemichordata                                                 | Hemichordata                                                 | 108                              | ~110                                |
| ↳                      | Echinodermata                                                | Echinodermata                                                | 7,003                            | ~14,000                             |
| ↳                      | Insecta                                                      | Insecta                                                      | ~1,000,000 (965,431–1,015,897)   | ~5,000,000                          |
|                        | ↳                                                            | Archaeognatha                                                | 470                              |                                     |
|                        | ↳                                                            | Blattodea                                                    | 3,684–4,000                      |                                     |
|                        | ↳                                                            | Coleoptera                                                   | 360,000–~400,000                 | 1,100,000                           |
|                        | ↳                                                            | Dermaptera                                                   | 1,816                            |                                     |
|                        | ↳                                                            | Diptera                                                      | 152,956                          | 240,000                             |
|                        | ↳                                                            | Embioptera                                                   | 200–300                          | 2,000                               |
|                        | ↳                                                            | Ephemeroptera                                                | 2,500–<3,000                     |                                     |
|                        | ↳                                                            | Hemiptera                                                    | 80,000–88,000                    |                                     |
|                        | ↳                                                            | Hymenoptera                                                  | 115,000                          | >300,000                            |
|                        | ↳                                                            | Isoptera                                                     | 2,600–2,800                      | 4,000                               |
|                        | ↳                                                            | Lepidoptera                                                  | 174,250                          | 300,000–500,000                     |
|                        | ↳                                                            | Mantodea                                                     | 2,200                            |                                     |
|                        | ↳                                                            | Mecoptera                                                    | 481                              |                                     |
|                        | ↳                                                            | Megaloptera                                                  | 250–300                          |                                     |
|                        | ↳                                                            | Neuroptera                                                   | ~5,000                           |                                     |
|                        | ↳                                                            | Notoptera                                                    | 55                               |                                     |
|                        | ↳                                                            | Odonata                                                      | 6,500                            |                                     |
|                        | ↳                                                            | Orthoptera                                                   | 24,380                           |                                     |
|                        | ↳                                                            | Phasmatodea (Phasmida)                                       | 2,500–3,300                      |                                     |
|                        | ↳                                                            | Phthiraptera                                                 | >3,000–~3,200                    |                                     |
|                        | ↳                                                            | Plecoptera                                                   | 2,274                            |                                     |
|                        | ↳                                                            | Psocoptera                                                   | 3,200–~3,500                     |                                     |
|                        | ↳                                                            | Siphonaptera                                                 | 2,525                            |                                     |
|                        | ↳                                                            | Strepsiptera                                                 | 596                              |                                     |
|                        | ↳                                                            | Thysanoptera                                                 | ~6,000                           |                                     |
|                        | ↳                                                            | Trichoptera                                                  | 12,627                           |                                     |
|                        | ↳                                                            | Zoraptera                                                    | 28                               |                                     |
|                        | ↳                                                            | Zygentoma (Thysanura)                                        | 370                              |                                     |
| ↳                      | Arachnida                                                    | Arachnida                                                    | 102,248                          | ~600,000                            |
| ↳                      | Pycnogonida                                                  | Pycnogonida                                                  | 1,340                            | Desconegut                          |
| ↳                      | Myriapoda                                                    | Myriapoda                                                    | 16,072                           | ~90,000                             |
| ↳                      | Crustacea                                                    | Crustacea                                                    | 47,000                           | 150,000                             |
| ↳                      | Onychophora                                                  | Onychophora                                                  | 165                              | ~220                                |
| ↳                      | Hexapoda (sense insectes)                                    | Hexapoda (sense insectes)                                    | 9,048                            | 52,000                              |
| ↳                      | Mollusca                                                     | Mollusca                                                     | ~85,000                          | ~200,000                            |
| ↳                      | Annelida                                                     | Annelida                                                     | 16,763                           | ~30,000                             |
| ↳                      | Nematoda                                                     | Nematoda                                                     | <25,000                          | ~500,000                            |
| ↳                      | Acanthocephala                                               | Acanthocephala                                               | 1,150                            | ~1,500                              |
| ↳                      | Platyhelminthes                                              | Platyhelminthes                                              | 20,000                           | ~80,000                             |
| ↳                      | Cnidaria                                                     | Cnidaria                                                     | 9,795                            | Desconegut                          |
| ↳                      | Porifera                                                     | Porifera                                                     | ~6,000                           | ~18,000                             |
| ↳                      | Altres invertebrats                                          | Altres invertebrats                                          | 12,673                           | ~20,000                             |
|                        | ↳                                                            | Placozoa                                                     | 1                                | -                                   |
|                        | ↳                                                            | Monoblastozoa                                                | 1                                | -                                   |
|                        | ↳                                                            | Mesozoa (Rhombozoa, Orthonectida)                            | 106                              | -                                   |
|                        | ↳                                                            | Ctenophora                                                   | 166                              | 200                                 |
|                        | ↳                                                            | Nemertea (Nemertina)                                         | 1,200                            | 5,000–10,000                        |
|                        | ↳                                                            | Rotifera                                                     | 2,180                            | -                                   |
|                        | ↳                                                            | Gastrotricha                                                 | 400                              | -                                   |
|                        | ↳                                                            | Kinorhyncha                                                  | 130                              | -                                   |
|                        | ↳                                                            | Nematomorpha                                                 | 331                              | ~2,000                              |
|                        | ↳                                                            | Entoprocta (Kamptozoa)                                       | 170                              | 170                                 |
|                        | ↳                                                            | Gnathostomulida                                              | 97                               | -                                   |
|                        | ↳                                                            | Priapulida                                                   | 16                               | -                                   |
|                        | ↳                                                            | Loricifera                                                   | 28                               | >100                                |
|                        | ↳                                                            | Cycliophora                                                  | 1                                | -                                   |
|                        | ↳                                                            | Sipuncula                                                    | 144                              | -                                   |
|                        | ↳                                                            | Echiura                                                      | 176                              | -                                   |
|                        | ↳                                                            | Tardigrada                                                   | 1,045                            | -                                   |
|                        | ↳                                                            | Phoronida                                                    | 10                               | -                                   |
|                        | ↳                                                            | Ectoprocta (Bryozoa)                                         | 5,700                            | ~5,000                              |
|                        | ↳                                                            | Brachiopoda                                                  | 550                              | -                                   |
|                        | ↳                                                            | Pentastomida                                                 | 100                              | -                                   |
|                        | ↳                                                            | Chaetognatha                                                 | 121                              | -                                   |
| Plantes                | Plantes                                                      | Plantes                                                      | ~310,129                         | ~390,800                            |
| ↳                      | Bryophyta                                                    | Bryophyta                                                    | 16,236                           | ~22,750                             |
|                        | ↳                                                            | Hepàtiques                                                   | ~5,000                           | ~7,500                              |
|                        | ↳                                                            | Anthocerotophyta                                             | 236                              | ~250                                |
|                        | ↳                                                            | Molses                                                       | ~11,000                          | ~15,000                             |
| ↳                      | Algae                                                        | Algae                                                        | 12,272                           | Desconegut                          |
|                        | ↳                                                            | Charophyta                                                   | 2,125                            | -                                   |
|                        | ↳                                                            | Chlorophyta                                                  | 4,045                            | -                                   |
|                        | ↳                                                            | Glaucophyta                                                  | 5                                | -                                   |
|                        | ↳                                                            | Rhodophyta                                                   | 6,097                            | -                                   |
| ↳                      | Traqueobionts                                                | Traqueobionts                                                | 281,621                          | ~368,050                            |
|                        | ↳                                                            | Falgueres                                                    | ~12,000                          | ~15,000                             |
|                        | ↳                                                            | Gymnosperma                                                  | ~1,021                           | ~1,050                              |
|                        | ↳                                                            | Magnoliophyta                                                | ~268,600                         | ~352,000                            |
| Fungi                  | Fungi                                                        | Fungi                                                        | 98,998 (incloent Líquens 17,000) | 1,500,000 (incloent Líquens~25,000) |
| Altres                 | Altres                                                       | Altres                                                       | ~66,307                          | ~2,600,500                          |
| ↳                      | Chromista [incloent Algues brunes, diatomees i altres grups] | Chromista [incloent Algues brunes, diatomees i altres grups] | 25,044                           | ~200,500                            |
| ↳                      | Protoctista                                                  | Protoctista                                                  | ~28,871                          | >1,000,000                          |
| ↳                      | Prokaryota [Bacteria i Archaea, excloent Cyanophyta]         | Prokaryota [Bacteria i Archaea, excloent Cyanophyta]         | 7,643                            | ~1,000,000                          |
| ↳                      | Cyanophyta                                                   | Cyanophyta                                                   | 2,664                            | Desconegut                          |
| ↳                      | Virus (generalment no considerats éssers vius)               | Virus (generalment no considerats éssers vius)               | 2,085                            | 400,000                             |
| Total (A data de 2009) | Total (A data de 2009)                                       | Total (A data de 2009)                                       | 1,899,587                        | ~11,327,630                         |

## Importància de la biodiversitat
La biodiversitat és important per als humans a través dels serveis dels ecosistemes. Els serveis de l'ecosistema es divideixen en: serveis de regulació com la depuració d’aire i aigua, subministrament de béns, com ara combustible i menjar, serveis culturals i serveis de suport com la pol·linització i el cicle de nutrients.

## Pèrdua de biodiversitat
La pèrdua de biodiversitat inclou l'extinció d’ espècies a tot el món, així com la reducció o pèrdua local d’espècies en un determinat hàbitat, el que provoca una pèrdua de diversitat biològica. Aquest darrer fenomen pot ser temporal o permanent, depenent de si la degradació ambiental que condueix a la pèrdua és reversible mitjançant la restauració ecològica o la resiliència ecològica, o pel contrari permanent (per exemple, mitjançant la pèrdua de terreny. L'extinció global està sent impulsada per activitats humanes que superen les fronteres planetàries com a part de l'antropocè fins ara considerades com a irreversibles.
Tot i que la pèrdua global permanent d’espècies és un fenomen més dramàtic que els canvis regionals en la composició de les espècies, fins i tot els canvis menors d’un estat estable i saludable poden tenir una influència dramàtica sobre la xarxa tròfica i la cadena tròfica en la mesura que les reduccions en una sola espècie poden afectar negativament tota la cadena (coextinció), el que condueix a una reducció global de la biodiversitat, malgrat possibles estats estables alternatius alternatius d’un ecosistema. La reducció de la biodiversitat condueix en particular a la reducció dels serveis ecosistèmics i suposa un perill immediat per a la seguretat alimentària, però també pot tenir conseqüències més duradores sobre la salut pública per als humans. Diversos estudis han relacionat factors antropogènics tals com la desforestació, la pèrdua de l'hàbitat i la fragmentació de l'hàbitat amb la pandèmia del COVID-19, advertint que aquest tipus de pandèmies possiblement seran més freqüents com a conseqüència de la disminució de la biodiversitat.
Les organitzacions ecologistes internacionals han estat fent campanyes per evitar la pèrdua de biodiversitat durant les últimes dècades, els funcionaris de salut pública l’han integrat en l'enfocament de One Health per a les pràctiques de Salut pública i la preservació creixent de la biodiversitat forma part de la política internacional. Per exemple, el Conveni de les Nacions Unides sobre la Diversitat Biològica se centra en la prevenció de la pèrdua de biodiversitat i la conservació proactiva de les zones salvatges. Actualment, el compromís i els objectius internacionals d’aquest treball estan plasmats en l’"Objectiu de Desenvolupament Sostenible 15" “Vida a la terra” i l’"Objectiu de Desenvolupament Sostenible 14" “Vida sota l’aigua”. No obstant això, l'informe del Programa de les Nacions Unides per al Medi Ambient sobre "Fer la pau amb la natura" publicat el 2020 va trobar que la majoria d'aquests esforços no havien assolit els seus objectius internacionals.